# Rectolejeunea duncaniae
Rectolejeunea duncaniae là một loài Rêu trong họ Lejeuneaceae. Loài này được (Sim) R.M. Schust. mô tả khoa học đầu tiên năm 2000.